# Monocymbium
Monocymbium és un gènere de plantes de la família de les poàcies, ordre de les poals, subclasse de les commelínides, classe de les liliòpsides, divisió dels magnoliofitins.

## Taxonomia
- Monocymbium ceresiiforme
- Monocymbium deightoni
- Monocymbium lanceolatum
- Monocymbium nimbanum